# Moris Foun (Comoro)
Moris Foun  (tetum für „Neues Leben“) ist eine osttimoresische Aldeia im Sucos Comoro (Verwaltungsamt Dom Aleixo, Gemeinde Dili). 2015 lebten in Moris Foun 1810 Menschen.

## Lage und Einrichtungen
Moris Foun liegt im Zentrum vom Suco Comoro, am Westufer des Rio Comoro. Westlich liegen die Aldeias 30 de Agosto und 12 de Outubro. Jenseits des Rio Comoros befinden sich die Aldeias Fomento I, Fomento II und im Südosten der Suco Manleuana. Die Avenida Nicolau Lobato bildet die Grenze von Moris Foun an den Suco Madohi. Im Süden reicht Moris Foun bis an die Gemeinde Liquiçá.
Der Rio Comoro führt nur in der Regenzeit Wasser. Die Avenida Nicolau Lobato überquert das Flussbett über die CPLP-Brücke. Weiter südlich verbindet die Hinodebrücke die Rua Tali Laran I am Westufer mit der Avenida de Hudi-Laran.
In Moris Foun befindet sich das Centro de Inspecção de Veículos de Comoro (Fahrzeuginspektionszentrum Comoro) und das Instituto Nacional de Saude (Nationales Gesundheitsinstitut).